# جنیفر داندس
جنیفر داندس (انگلیسی: Jennifer Dundas؛ زادهٔ ۱۴ ژانویهٔ ۱۹۷۱) یک هنرپیشه اهل ایالات متحده آمریکا است.
از فیلم‌ها یا برنامه‌های تلویزیونی که وی در آن نقش داشته است می‌توان به روغن لورنزو، خانم سافل، اولین باشگاه همسران و شنا اشاره کرد.